# Franca Parianen
Franca Parianen (auch Franca Parianen-Lesemann, * 1989) ist eine deutsche Neurowissenschaftlerin, Science-Slammerin und Buchautorin.

## Leben
Nach dem Abitur an der Gesamtschule Schinkel in Osnabrück machte Parianen ihren Doppel-Bachelor in Arts und Science in Public Administration an der Universität Münster und der Universität Twente. Ihren Master der Neurowissenschaften absolvierte sie an der Universität Utrecht und promovierte zu sozialer Kognition. Sie war Stipendiatin der Stiftung der Deutschen Wirtschaft. 
2014 war Parianen Finalistin bei den Deutschen Science-Slammeisterschaften. 10 Jahre später erhält sie den LifeScienceXplained-Preis, der für kreative Wissenschaftskommunikation vergeben wird.
Franca Parianen lebt mit ihrem Mann in Berlin.

## Wirken
Im Mittelpunkt ihrer Bücher und Vorträge stehen die großen Fragen des Zusammenlebens, die sie auf der Ebene von Hirn und Hormonen erforscht. So beschreibt Parianen wie der Mensch in der Klimakrise Schwierigkeiten zeigt, liebgewonnene Gewohnheiten aufzugeben und langfristig zu handeln, beeinflusst durch unser Gehirn und sozioökonomische Faktoren, und sie beschreibt wie geeignete politische Rahmenbedingungen uns dennoch motivieren können, uns proaktiv mit Lösungen für die Klimakrise zu befassen.

## Veröffentlichungen
- Woher soll ich wissen, was ich denke, bevor ich höre, was ich sage? Rowohlt 2017, ISBN 978-3499632037
- Hormongesteuert ist immerhin selbstbestimmt. Rowohlt 2020, ISBN 978-3499680458
  - Hörbuch Hormongesteuert ist immerhin selbstbestimmt. Argon balance 2020, ISBN 978-3-7324-8195-8
- Teilen und Haben. 2021, ISBN 978-3411756353
- Herz, Hirn und Hormone. Rowohlt 2023, ISBN 978-3499010217
- Weltrettung braucht Wissenschaft. Antworten auf die drängenden Fragen unserer Zeit. Als Herausgeberin. Rowohlt 2023, ISBN 978-3-499-01006-4